# Sembiyan Mahadevi
Sembiyan Mahadevi, död efter 968, var en drottning av Cholariket, gift med kung Gandaraditha Chola (regent 955–957) och mor till Uttama Chola. 
Hon var en av Cholarikets mest berömda drottningar. Hon är främst känd för sin verksamhet som tempelbyggare, då hon finansierade uppförandet av ett flertal kända tempelkomplex i södra Indien.  